# Donald W. Cockcroft
Donald William Cockcroft (* 27. Mai 1946) ist ein kanadischer praktizierender Arzt auf dem Gebiet der Pneumologie. Er ist Professor am Critical Care and Sleep Medicine Department der Universität Saskatchewan. Häufige Falschschreibung: Cockroft.

## Karriere
Cockcroft studierte 1967 Chemie an der University of British Columbia und schloss das Studium mit dem Bachelor of Science ab. 1970 promovierte er in der Inneren Medizin. Seit 1977 forscht er an der University of Saskatchewan mit dem Schwerpunkt auf die Bronchoprovokation mit Methacholin und andere nicht-allergische
Reize.
Im Weiterbildungsjahr 1972/1973 hat Donald William Cockcroft als Assistenzarzt zusammen mit Matthew Henry Gault an der Nephrologischen Abteilung des Queen Mary Veterans' Hospital in Montreal die Cockcroft-Gault-Schätzformel zur Abschätzung der Kreatinin-Clearance aus dem Alter, dem Körpergewicht, dem Geschlecht und dem Serum-Kreatininspiegel entwickelt.
Er ist Mitglied in der American Academy of Asthma, Allergy and Immunology, im American College of Allergy, Asthma and Immunology sowie im American College of Chest Physicians.
Cockcroft ist der ehemalige Präsident der Canadian Thoracic Society und ehemaliger Leiter in der Abteilung, in der er nun arbeitet.

## Publikationen (Auswahl)
Donald William Crockcroft publizierte über einhundert Buchkapitel oder systematische Übersichtsarbeiten (reviews) und war Autor oder Co-Autor von mehr als 280 wissenschaftlichen Publikationen (peer reviewed papers).
- Donald William Cockcroft und Frederick E. „Freddy“ Hargreave: Giants in Allergy-Immunology. In: Annals of Allergy, Asthma and Immunology, 2016
- Donald W. Cockcroft und S. Nomani: Davis B. Allergen inhalation challenge, refractoriness and the effects of ibuprofen. In: Allergy, Asthma and Clinical Immunology, 2016
- L. P. Boulet, G. M. Gauvreau, Donald William Cockcroft, B. Davis, L. Vachon, Y. Cormier, P. M. O’Byrne: Effects of ASM-024, a modulator of acetylcholine receptor function, on airway responsiveness and allergen-induced responses in patients with mild asthma. In: Canadian Respiratory Journal, 2015
- Donald W. Cockcroft: Respiratory Medicine in Saskatchewan: An historical perspective. In: Canadian Respiratory Journal, 2015
- L. A. Dvorak, R. Vassallo, S. Kirmani, G. Johnson, T. E. Hartman, H. D. Tazelaar, K. O. Leslie, T. V. Colby, Donald W. Cockcroft, A. M. Churg, Es Yi:  Pulmonary fibrosis in dyskeratosis congenita: report of two cases. In: Human Pathology.  2015
- Donald W. Cockcroft: Methacholine challenge. PD20 versus PC20. In: Annals of the American Thoracic Society, 2015
- Donald W. Cockcroft, B. E. Davis, Y. Roh, J. A. Lourens: Effect of ingested H1-antihistamines on methacholine challenge. In: Journal of Allergy and Clinical Immunology, 2015
- A. El-Gammal, K. J. Killian, T. X. Scime, S. Beaudin, A. Schlatman, Donald W. Cockcroft, G. M. Gauvreau: Comparison of the methacholine PC20 between the AeroEclipse II Ban nebuliser and the Wright nebuliser in adult asthmatic subjects.  In: Annals of the American Thoracic Society;  2015 (epub April 14), 2015.
- L. P. Boulet, G. Gauvreau, M. E. Boulay, P. O’Byrne, Donald W. Cockcroft: Allergen-induced early and late asthmatic responses to inhaled seasonal and perennial allergens. In: Clinical and Experimental Allergy, 2015
- B. E. Davis, D. O. Amakye, Donald W. Cockcroft: Airway responsiveness to mannitol 24 hours after allergen challenge in atopic asthmatics.  In: Allergy, 2015
- L. Chu, D. Rennie, Donald W. Cockcroft, P. Pahwa, J. Dosman, L. Hagel, C. Karunanayake, J. Lawson: Agreement between questionnaire report of allergy-related outcomes in school-age children and objective measures of atopy. The Saskatchewan Rural Health Study. In: Clinical & Experimental Allergy, 2015
- G. M. Gauvreau, L. P. Boulet, R. Leigh, Donald W. Cockcroft, K. J. Killian, B. E. Davis, F. Deschesnes, R. M. Watson, V. Swystun, P. Wessman, C. Jorup, M. Aurivillius, P. M. O’Byrne: A non-steroidal glucocorticoid receptor agonist inhibits allergen-induced late asthmatic responses. In: American Journal of Respiratory and Critical Care Medicine, 2015
- J. Olfert, J. Gjevre, Donald W. Cockcroft: A non-allergic mechanism for nut induced wheeze. In: Journal of Allergy and Clinical Immunology in Practice, 2015
- R. T. Y. Nataraj, D. A. Fladeland, Donald W. Cockcroft. The necessity of histology. In: Respiratory Care, 2015.